# Dansmani
Dansmani eller danssjuka är en epidemi (masspsykos), en troligtvis huvudsakligen psykisk rubbning, som härskat vid flera tillfällen, i synnerhet under medeltiden, då den hade stor utbredning, särskilt efter pestepidemin i senare hälften av 1300-talet. När det uppträdde i Strasbourg 1518 och hundratals därav angripna människor led av våldsamma konvulsioner, anordnade myndigheterna vallfärder till Sankt Vitus kapell i Zabern. Därav uppkom benämningen "S:t Veits-tanz" (chorea S:ti Viti). Den engelske läkaren Thomas Sydenham (1624-89) var den förste som begränsade benämningen till den sjukdom, vilken nu kallas danssjuka chorea S:ti Viti.